# مناظرة بين الشتاء والصيف
الجدل بين الشتاء والصيف أو أسطورة إيميش وإينتن هي أسطورة خلق سومرية مكتوبة على ألواح من الطين في منتصف إلى أواخر الألفية الثالثة قبل الميلاد. وهي واحدة من سبعة مناظرات معروفة في الأدب السومري، تندرج في فئة «الخلافات». مثل: المناظرة بين الأغنام والحبوب، المناظرة بين الطيور والأسماك، الشجرة والقصب، والخلاف بين الفضة والنحاس الخ. وجاءت هذه المواضيع بعد عدة قرون من اختراع الكتابة في بلاد ما بين النهرين السومرية. وهي نقاشات فلسفية تتناول المكانة البشرية في العالم.

## الاكتشاف
تم اكتشاف الأسطر الأولى من الأسطورة في متحف الآثار والأنثروبولوجيا في جامعة بنسيلفانيا في فهرس القسم البابلي (CBS)، اللوح رقم 8310 من حفرياتهم في مكتبة المعبد في نيبور. وترجم من قبل جورج هارون بارتون عام 1918 ونُشر لأول مرة كـ "نصوص دينية سومرية" في كتاب "نقوش بابلية متنوعة"، العدد سبعة، بعنوان "ترنيمة إبي سين". وذهب بارتون إلى أن النص قد تم تأليفه خلال فترة حياة الملك إبي سين والذي يصفه بالـ"الملك الشرير"، وعلق قائلاً: "تقدم الترنيمة بياناً قوياً لعبادة الإمبراطور في أور وقت التأليف". ظلت الإشارة إلى إبي سين في الترجمة الحديثة "إلى ملكي الذي اسمه من نانا ابن إنليل "إبي سين" عندما كان يرتدي الثوب "كوتور" والثوب "هورساغ".
لوح آخر من نفس المجموعة هو اللوح رقم 8886 والذي تم توثيقه من قبل إدوارد كييرا في كتابه «الملاحم والأساطير السومرية»، العدد 46. كما درس صموئيل نوح كريمر ألواح أخرى وقام بتضمين ترجمات من الألواح في مجموعة نيبور لمتحف الشرق القديم في إسطنبول وتم إضافة ألواح أخرى من نيبور بواسطة جين هايمردينجر. وأضيفت ألواح أخرى من «نصوص الحفريات في أور» عام 1928 مع العديد من الألواح الأخرى لإعادتها إلى شكلها الحالي. تم نشر نسخة لاحقة من النص بواسطة ميغيل سيفيل في عام 1996.

## القصة
تأخذ القصة شكل قصيدة مسابقة بين كيانين ثقافيين حددهما كريمر لأول مرة على أنهما آلهة الغطاء النباتي وهما إيميش (الصيف) وإينتن (الشتاء). وتم تحديدها فيما بعد مع الظواهر الطبيعية بالصيف والشتاء على التوالي. تم وصف مكان ومناسبة القصة في المقدمة مع تسلسل الخلق المعتاد ليلا ونهارا، والغذاء والخصوبة، والطقس والفصول، وبوابات السد للري.
| « | "رفع رأسه بفخر وأتى بيوم جميل. وضع خططًا لـ... ونشر السكان على نطاق واسع. وضع إنليل قدمه على الأرض مثل ثور عظيم. اعطى إنليل ملك جميع الأراضي رأيه لزيادة يوم الوفرة الطيبة، لجعل... الليل يتألق بالاحتفال، ولجعل الكتان ينمو، ولتكاثر الشعير، ولضمان فيضانات الربيع على الرصيف، ولإطالة... (؟) أيامهم في الوفرة، لجعل الصيف يغلق ممرات السماء، ولجعل الشتاء يضمن مياه وفيرة في الرصيف" | » |

يتم تجسيد الفصلين كأخوة كانوا قد ولدوا بعد أن جلس إنليل مع هورساج (التل). ثم يتم وصف أقدار الصيف والشتاء، المدن والقرى الأساسية في الصيف مع حصاد وفير، الشتاء لجلب فيضانات الربيع.
| « | "تزاوج مع التلال العظيمة، أعطى الجبل نصيبه. ملأ رحمه بالصيف والشتاء، وفرة الأرض وحياتها. وبينما كان إنليل يتزاوج مع الأرض، كان هناك هدير مثل صوت الثور. قضى التل في النهار في ذلك المكان وفي الليل فتحت حقويها. كانت تحمل الصيف والشتاء بسلاسة كالزيت الناعم. وأطعمهم نباتات نقية على مصاطب التلال مثل الثيران العظيمة. كان يغذيهم في مراعي التلال. إنليل شرعوا في تحديد مصير الصيف والشتاء. لتأسيس المدن والقرى الصيفية، وجلب المحاصيل الوفيرة لجبل إنليل العظيم، وإرسال العمال إلى المساحات الكبيرة الصالحة للزراعة، والعمل في الحقول بالثيران؛ لوفرة الشتاء، الربيع الفيضانات، ووفرة الأرض وحياتها، ووضع الحبوب في الحقول والأكرات المثمرة، والتجمع في كل شيء - حددها إنليل على أنها أقدار الصيف والشتاء." | » |

سرعان ما قرر الشقيقان نقل هداياهما إلى «بيت الحياة» الخاص بـ إنليل (أي-نامتيلا) حيث يبدآن نقاشاً حول مزاياهما النسبية. فيجادل الصيف:
| « | ""حزم القش الخاصة بك بجانب الفرن، الموقد والتنور. مثل راعي البقر أو راعي الأغنام ترهقه الأغنام والحملان، يركض الأشخاص العاجزون مثل الأغنام من الفرن إلى التنور، ومن التنور إلى جانب الفرن، وفي وجهك ضوء الشمس...... أنت تتخذ القرارات، أما الآن في المدينة أسنان الناس تثرثر بسببك". | » |

فيرد عليه الشتاء:
| « | "الأب إنليل، لقد منحتني السيطرة على الري؛ لقد جلبت مياه وفيرة. لقد صنعت كل مرجاً مجاوراً للآخر، وقمت بتكديس مخازن الحبوب عالياً. أصبحت الحبوب كثيفة في الأخاديد... الصيف، مدير حقل مفاخر لا يفعل تعرف على مدى الميدان ،... فخذي تعبت من الكد... تم تقديم الجزية لقصر الملك. والشتاء معجب بقلبك... بالكلمات." | » |

يتدخل إنليل في النهاية ويعلن أن الشتاء هو الفائز في المناظرة وهناك مشهد من المصالحة. يشرح بندت ألستر قائلاً: «يسود الشتاء على الصيف، لأن الشتاء يوفر المياه التي كانت ضرورية جداً للزراعة في المناخ الحار لبلاد ما بين النهرين القديمة».
| « | "يجيب إنليل الصيف والشتاء: "الشتاء هو المتحكم في المياه الواهبة للحياة في جميع الأراضي - مزارع الآلهة ينتج كل شيء. الصيف يا بني، كيف يمكنك أن تقارن نفسك بأخيك الشتاء؟"إن استيراد الكلمة السامية التي يتحدثها إنليل تم ببراعة، والحكم الذي ينطق به هو حكم لا يمكن تغييره ومن يستطيع تغييره؟ ينحنى الصيف للشتاء ويصلي له. ويعد في منزله البيرة والنبيذ. يقضون اليوم مع بعضهم في مأدبة غنية. يقدم فيها الصيف للشتاء الذهب والفضة واللازورد. إنهم يسكبون الأخوة والصداقة مثل أفضل زيت. بجلبهم كلمات حلوة للشجار (؟) لقد حققوا الانسجام مع بعضهم البعض. في النزاع بين الصيف والشتاء، كان الشتاء مزارع إنليل المخلص أفضل من الصيف - الحمد للجبل العظيم الأب إنليل!" | » |

## مناقشة
كتب جون والتون أن «الناس في الشرق الأدنى القديم لم يفكروا في الخلق من حيث صنع الأشياء المادية، ولكن كان كل شيء له وظيفة وجد من أجلها. وهكذا فإن الخلق يشكل إعادة النظام إلى الكون من حالة غير وظيفية في الأصل إلى حالة وظيفية. وبالتالي، لخلق شيء ما (سبب وجودها) في العالم القديم يعني إعطائها وظيفة، وليس خصائص مادية». وقد لاحظ صموئيل نوح كريمر أن هذه الأسطورة السومرية موازية لقصة قابيل وهابيل التوراتية المذكورة في سفر التكوين (تكوين 4: 1-16). وأشار لهذا الارتباط علماء آخرين. كما يرى أخرون إن نموذج هذا النزاع على أنه يحتوي على عناصر مماثلة للمناقشات بين أيوب وأصدقائه في سفر أيوب. وأشار مارتن ويست إلى أوجه التشابه مع حكاية إيسوب «نقاش بين الشتاء والربيع»، إلى جانب عمل آخر مشابه للشاعر اليوناني بيون الأزميري.
قام فان ديك بتحليل الأسطورة وحدد العناصر المشتركة التالية مع النقاشات السومرية الأخرى "(1) مقدمة، وتقديم المتنازعين ومناسبة النزاع؛ (2) النزاع نفسه، حيث يمدح كل طرف نفسه ويهاجم الآخر؛ (3) حكم صادر عن إله، متبوعاً بالمصالحة؛ (4) صيغة تسبيح". يرى بندت ألستر ارتباطاً بين القصة ومهرجانات الحصاد، قائلاً:" من المتصور بالتأكيد أن تكون مسابقات الصيف والشتاء تنتمي إلى المهرجانات التي تحتفل بالحصاد بين الفلاحين."، والوعل كامل النضج، والأغنام الجبلية، والأغنام من الدرجة الأولى، والأغنام ذات الذيل السمين الذي يجلبه."
لاحظ إلياد وآدامز أنه في القصة، يتدفق الماء عبر «هورساغ» (التلال)، تم تحديد إنليل على أنه «كورغال» (جبل) ومعبده الرئيسي هو «إكور» (منزل جبلي)، ويربطان هذا الجبل مع إنليل كونه «إله الرياح» من خلال إيحاء القدماء بأن الرياح مصدرها الجبال. يربط بيوتر ميكالوفسكي في القصة أن «إهورساغ» عبارة عن هيكل «يسمى مقر إقامة الملك» و«إنامتيلا» «كمقر إقامة لـ أنليل»، مشتبهاً في أن الكلمتين تشيران إلى نفس المكان وأن «إنامتيلا هو ببساطة اسم آخر لـ إهورساغ» وأنه كان قصراً ملكياً.

## راجع أيضاً
- المناظرة بين الطيور والأسماك
- أسطورة إنليل ونينليل
- ترنيمة معبد كيش
- مرثاة أور
- أسطورة الخلق السومرية
- الديانة السومرية
- الأدب السومري

## الهوامش
1. 1 2 3 4  جون أتش. دالتون (30 يوليو 2009). العالم المفقود في التكوين الأول: علم الكونيات القديم ومناقشة الأصول. صحيفة انتر فارسيتي. ص. 34–. ISBN:978-0-8308-3704-5. مؤرشف من الأصل في 2016-12-30.
2. ↑  صموئيل نوح كريمر (1964). السومريون: تاريخهم وثقافتهم وشخصيتهم. صحيفة جامعة شيكاغو. ص. 218–. ISBN:978-0-226-45238-8. مؤرشف من الأصل في 2021-08-18.
3. ↑  جورج هارون بارتون (1918). نقوش بابلية متنوعة، ص.52. جامعة ييل Press. مؤرشف من الأصل في 2019-07-23.
4. ↑  المصدر نفسه
5. ↑  إدوارد كييرا (1964). الملاحم والأساطير السومرية، 46. مطبعة جامعة شيكاغو. مؤرشف من الأصل في 2021-03-08.
6. ↑  صموئيل نوح كرامر (1944). نصوص أدبية سومرية من نيبور: في متحف الشرق القديم في إسطنبول. المدارس الأمريكية للأبحاث الشرقية. مؤرشف من الأصل في 2019-07-23.
7. ↑  معزز سيج؛ هاتيس كيزيلياي (1969). الألواح والأجزاء الأدبية السومرية في المتحف الأثري في إسطنبول الأولى. دار المجتمع التاريخي للطباعة. مؤرشف من الأصل في 2021-11-02.
8. ↑  جين دبليو هايمردينجر (يونيو 1979). شظايا أدبية سومرية من نيبور، العدد 55 & 56. منشورات من الصندوق البابلي، متحف الجامعة. ISBN:978-0-934718-31-8. مؤرشف من الأصل في 2018-09-24.
9. ↑  المتحف البريطاني وجامعة بنسلفانيا. متحف الجامعة. رحلة استكشافية مشتركة إلى بلاد ما بين النهرين؛ جامعة بنسلفانيا. متحف الجامعة (1928). نصوص الحفريات في أور... 6 36 و6 37. المتحف البريطاني. مؤرشف من الأصل في 2019-07-23.
10. ↑  النقاش بين الشتاء والصيف - ببليوغرافيا - مجموعة النصوص الإلكترونية للأدب السومري، أكسفورد 1998-. نسخة محفوظة 2019-06-25 على موقع واي باك مشين.
11. 1 2  فريد لوكيجارد (1990). بندت الستر.، "الحوارات والنقاشات الأدبية السومرية ومكانها في أدب الشرق الأدنى القديم" في المياه الحية: دراسات استشراقية إسكندنافية مقدمة إلى فريد لوكيجارد في عيد ميلاده الخامس والسبعين، 27 يناير 1990. متحف توسكولانوم برس. ص. 1–. ISBN:978-87-7289-083-8. مؤرشف من الأصل في 2018-09-24.
12. 1 2 3 4  المناظرة بين الشتاء والصيف.، بلاك، جاي، كننغهام، ج.، روبسون، إي، وزوليومي، ج.، مجموعة النصوص الإلكترونية للأدب السومري، أكسفورد 1998-. نسخة محفوظة 2021-05-07 على موقع واي باك مشين.
13. ↑  صموئيل نوح كرامر (1961). الأساطير السومرية: دراسة الإنجاز الروحي والأدبي في الألفية الثالثة قبل الميلاد. كتب منسية. ص. 72–. ISBN:978-1-60506-049-1. مؤرشف من الأصل في 2021-10-31.
14. ↑  ليو جي بيردو (1991). الحكمة في الثورة: علم اللاهوت المجازي في كتاب أيوب. كونتينيوم انترناشيونال للنشر Group. ص. 79–. ISBN:978-1-85075-283-7. مؤرشف من الأصل في 2018-09-24.
15. ↑  قسم الكلاسيكيات بجامعة هارفارد؛ قسم الكلاسيكيات بجامعة هارفارد (1 يناير 1969). دراسات هارفارد في فقه اللغة الكلاسيكية. مطبعة جامعة هارفارد. ص. 120–. ISBN:978-0-674-37919-0. مؤرشف من الأصل في 2018-09-24.
16. ↑  جيه. جيه. أي. فان ديك (1953). حكمة سوميرو أكادية: بحث في الأنواع الأدبية للنصوص الحكيمة، ص. 29–85. إي جيه بريل. مؤرشف من الأصل في 2018-09-24.
17. ↑  روبرت موراي (10 فبراير 2006). رموز الكنيسة والملكوت: دراسة في التقليد السرياني المبكر. مجموعة انترناشيونال كونتيوم للنشر. ص. 339–. ISBN:978-0-567-03082-5. مؤرشف من الأصل في 2018-09-24.
18. ↑  جي جيه رينينك؛ هيرمان إل جيه فانستيفوت (1991). القصائد المتنازع عليها والحوارات في الشرق الأدنى القديم والعصور الوسطى: أشكال وأنواع النقاشات الأدبية في الآداب السامية والآداب ذات الصلة. بيترز للنشر. ص. 42–. ISBN:978-90-6831-341-3. مؤرشف من الأصل في 2018-09-24.
19. ↑  ميرسيا إلياد؛ تشارلز جيه آدامز (1987). موسوعة الدين. ماكميلان. ص. 454. ISBN:978-0-02-909800-4.
20. ↑  Piotr Michalowski (1989). الرثاء على تدمير سومر وأور. أيزنبراونس. ص. 81–. ISBN:978-0-931464-43-0. مؤرشف من الأصل في 2014-07-08.